# Список обозначений стандартов
Ниже приведён список буквенных обозначений различных стандартов (международных, национальных и т. д.) и других нормативно-технических документов.
- AAR — стандарты AAR (англ. Association of American Railroadsnbn, Ассоциация американских железных дорог).
- ACI — стандарты ACI (англ. American Concrete Institute, Американский институт бетона).
- AFNOR — стандарты AFNOR (фр. Association Francaise de Normalisation, Французская ассоциация стандартизации).
- AGMA — стандарты AGMA (англ. American Gear Manufactures Association, Американская ассоциация производителей оборудования).
- AIA — стандарты AIA (англ. The Aerospace Industries Association, Ассоциация авиакосмической промышленности США).
- ANSI — стандарты ANSI (англ. American National Standards Institute, Американский национальный институт стандартов).
- AOAC — стандарты AOAC International (англ. Association of Analytical Communities, Ассоциация аналитических сообществ).
- API — стандарты API (англ. American Petroleum Institute, Американский институт нефти).
- ASCE — стандарты ASCE (англ. American Society of Civil Engineers, Американское общество инженеров-строителей).
- ASHRAE — стандарты ASHRAE (англ. American Society of Heating, Refrigerating, and Air-Conditioning Engineers, Американское общество инженеров по нагреванию, охлаждению и кондиционированию воздуха).
- ASME — стандарты ASME (англ. American Society of Mechanical Engineers, Американское общество инженеров-механиков).
- ASQ — стандарты ASQ (англ. The American Society for Quality, Американская организация по качеству).
- ASSE — стандарты ASSE (англ. American Society of Safety Engineers, Американское общество инженеров по технике безопасности).
- ASTM — стандарты ASTM International (англ. American Society for Testing and Materials, Американское общество испытаний и материалов).
- AWS — стандарты AWS (англ. American Welding Society, Американское общество по сварке).
- AWWA — стандарты AWWA (англ. American water works association, Американская ассоциация водоподготовки).
- BSI — стандарты BSI (англ. British Standards Institute, Британский институт стандартов).
- CAC/GL — стандарты ФАО/ВОЗ, публикации CODEX ALIMENTARIUS.
- CEA — стандарты CEA (англ. Consumer Electronics Association, Ассоциация потребителей электроники).
- DIN — стандарты DIN (нем. Deutsches Institut für Normung e. V., Немецкий институт по стандартизации).
- ECMA — стандарты Ecma International (англ. European Computer Manufacturers Association, Европейская ассоциация производителей компьютеров).
- EIA — стандарты EIA (англ. Electronic Industries Alliance, Альянс электронной индустрии).
- EN — европейские стандарты, принятые CEN, CENELEC или ETSI, в том числе Eurocode.
- GEIA — стандарты GEIA (англ. Government Electronics and Information Association, Правительственная организация по электронике и информации).
- GPC — стандарты GPC (англ. Global Proficiency Certificate, Сертификат глобальной квалификации).
- IAS — стандарты IASC (англ. International Accounting Standards Committee foundation, Комитет по Международным стандартам финансовой отчетности).
- ICC — стандарты ICC (англ. International Code Council, Международный Совет по нормам и правилам).
- IEC — стандарты IEC (англ. International Electrotechnical Commission, Международная электротехническая комиссия).
- IEEE — стандарты IEEE (англ. Institute of Electrical and Electronic Engineers, Институт инженеров по электротехнике и электронике).
- IFRS — стандарты IASB (англ. International Accounting Standards Board, Совет по Международным стандартам финансовой отчётности).
- IPC — стандарты IPC (англ. Association Connecting Electronics Industries, Ассоциация по разработке электронных коммуникаций).
- ISA — стандарты ISA (англ. The Instrumentation, Systems, And Automation Society, Американское общество приборостроителей).
- ISO — стандарты ISO (англ. International Organization for Standardization, Международная организация по стандартизации).
- ITU — рекомендации ITU (англ. International Telecommunication Union, Международный союз электросвязи), в том числе его подразделений:
  - ITU-D — рекомендации ITU-D (англ. ITU Telecommunication Development Sector, Сектор развития электросвязи МСЭ).
  - ITU-R, ранее CCIR — рекомендации ITU-R (англ. ITU Radiocommunication Sector, Сектор радиосвязи МСЭ).
  - ITU-T, ранее CCITT — рекомендации ITU-T (англ. ITU Telecommunication Standardization Sector, Сектор стандартизации электросвязи МСЭ).
- JIS (JSA JIS) — стандарты JIS (англ. Japanese Industrial Standards Committee, Японская ассоциация стандартов).
- MIL — стандарты MIL, военные стандарты, утверждаемые Министерством обороны США.
- NACE — стандарты NACE International (англ. National Association of Corrosion Engineers, Национальная ассоциация специалистов по коррозии).
- NEMA — стандарты NEMA (англ. National Electrical Manufacturers Association, Национальная ассоциация производителей электроэнергии).
- NFPA — стандарты NFPA (англ. National Fire Protection Association, Национальная Ассоциация Противопожарной безопасности).
- NIST — стандарты NIST (англ. The National Institute for Standards and Technology, Национальный институт стандартов и технологий США).
- OENORM — стандарты OENORM (англ. Austrian Standards Institute, Австрийский институт по стандартизации).
- RS — стандарты EIA (англ. Electronic Industries Alliance, Альянс отраслей электронной промышленности).
- SAE — стандарты SAE (англ. Society of Automotive Engineers International, Сообщество автомобильных инженеров).
- TCO — стандарты добровольной сертификации на эргономичность и безопасность дисплеев, разработанные комитетом TCO Development, который является частью Шведской конфедерации профсоюзов.
- TIA — стандарты TIA (англ. Telecommunications Industry Association, Ассоциация телекоммуникационной промышленности).
- UIC — стандарты UIC (фр. Union Internationale des Chemins de fer, Международный союз железных дорог).
- UL — стандарты UL (англ. Underwriters Laboratories Inc., Лаборатория по технике безопасности (США)).

В НАТО
- AACP — NATO Allied Acquisition Practices Publications.
- AAP — NATO Allied Administrative Publications.
- AASTP — NATO Allied Ammunition Storage and Transport Publications.
- ADatP — NATO Allied Data Procedure.
- AECTP — NATO Allied Environmental Conditions and Test Publications.
- AEDP — NATO Allied Engineering Documentation Publication.
- AEP — NATO Allied Engineering Publication.
- AJP — NATO Allied Joint Publications.
- AOP — NATO Allied Ordnance Publications.
- AQAP — NATO Allied Quality Assurance Publications.
- ARMP — NATO Allied Reliability and Maintainability Publication.
- ATP — NATO Allied Tactical Publications.
- STANAG — NATO Standardization Agreements.

В России/СНГ
- ГОСТ — межгосударственные стандарты (в странах — членах МГС), ранее государственные стандарты СССР.
- ГОСТ Р — национальные стандарты Российской Федерации, в том числе:
  - ГОСТ Р ИСО/МЭК — национальные стандарты РФ, гармонизированные с или идентичные стандартам ИСО и МЭК.
  - ГОСТ РВ — национальные стандарты РФ в области обороны и военной промышленности.
- ИСО — русское обозначение ISO.
- КМС — национальные стандарты Кыргызской Республики.
- МККР — русское обозначение CCIR.
- МККТТ — русское обозначение CCITT.
- МСФО — русское обозначение IAS, IFRS.
- МСЭ — русское обозначение ITU.
- МЭК — русское обозначение IEC.
- ОСТ — отраслевые стандарты.
- ПМГ — правила межгосударственной стандартизации (в странах — членах МГС).
- РД — руководящие документы, стандарты в СССР.
- РМГ — рекомендации по межгосударственной стандартизации (в странах — членах МГС).
- СТ РК — национальные стандарты Республики Казахстан.
- СТБ — национальные стандарты Республики Беларусь.
- СТП — стандарты предприятия. С 2004 года это обозначение не действует.
- СТО — стандарты научно-технических, инженерных, коммерческих и общественных организаций. Введено в действие с 2004 года взамен СТП.
- ТУ — технические условия.